# قريبات الحيتان البالينية الفجرية
قريبات الحيتان البالينية الفجرية (الاسم العلمي:†Eomysticetoidea) هي فوق فصيلة منقرضة من الحيتانيات تتبع دون رتبة الحيتان البالينية.

## التصنيف
- الحيتان البالينية الفجرية
  - الحوت الباليني الفجري